# Super Mario Bros. 3
Super Mario Bros. 3 (スーパーマリオブラザーズ3, Sūpā Mario Burazāzu Surī) é um jogo eletrônico de plataforma da série Super Mario, desenvolvido pela Nintendo Entertainment Analysis & Development e publicado pela Nintendo para o console Nintendo Entertainment System (NES). Foi lançado no Japão em 23 de outubro de 1988, na América do Norte em 12 de fevereiro de 1990 e na Europa em 29 de agosto de 1991, e acompanha as aventuras dos encanadores Mario e Luigi que buscam resgatar a Princesa Cogumelo e os governantes dos sete reinos do antagonista Bowser.
Assim como nos jogos anteriores da série, o jogador controla Mario ou Luigi e derrota os inimigos pisoteando-os ou usando itens que concedem poderes mágicos. Os personagens também possuem novas habilidades, incluindo voo e deslizamento em ladeiras. Super Mario Bros. 3 apresenta muitos elementos que posteriormente se tornariam itens básicos da série Mario, como os filhos de Bowser (os Koopalings) e um overworld para a transição entre as fases.
Super Mario Bros. 3 é aclamado pela crítica como um dos melhores jogos de todos os tempos. É o terceiro jogo mais vendido do NES, com mais de 17 milhões de unidades vendidas em todo o mundo. Também inspirou uma série de desenho animado chamada The Adventures of Super Mario Bros. 3. Uma recriação foi lançada para Super NES como parte da coletânea Super Mario All-Stars em 1993 e para o Game Boy Advance como Super Mario Advance 4: Super Mario Bros. 3 em 2003. O jogo foi relançado para o serviço Virtual Console do Wii, Wii U e 3DS. Em 19 de setembro de 2018, o título foi relançado no serviço Nintendo Switch Online com jogo de rede adicional.

## Jogabilidade
Super Mario Bros. 3 é um jogo eletrônico de plataforma com rolagem lateral bidimensional (2D) no qual o jogador controla Mario ou Luigi. Suas mecânicas de jogo são semelhantes às vistas nos jogos anteriores da série, como Super Mario Bros. e Super Mario Bros.: The Lost Levels, enquanto introduz vários elementos novos. Além da possibilidade de correr e pular como seus antecessores, o jogador pode deslizar por plataformas ladeiradas, bem como pegar e arremessar blocos especiais. Mario também pode voar e flutuar com a ajuda de um power-up. O mundo do jogo consiste em oito reinos, cada um subdividido em várias fases. Esses reinos apresentam aspectos visuais distintos: por exemplo, o segundo reino, "Desert Land", contém fases cobertas de areia com pirâmides, enquanto as fases do quarto reino, "Giant Land", contém obstáculos e inimigos quatro vezes maiores do que seu tamanho normal.
O jogador navega pelo jogo através de duas telas: um overworld e um campo de jogo nivelado. O overworld exibe uma representação aérea do reino atual e possui vários caminhos que vão da entrada do mundo a um castelo. Os caminhos se conectam a painéis de ação, fortalezas e outros ícones no mapa e permitem que o jogador siga rotas diferentes para alcançar a meta do reino. Mover o personagem na tela para um painel de ação ou fortaleza permitirá o acesso ao campo de jogo daquela fase, um estágio linear preenchido com obstáculos e inimigos. A maior parte do jogo ocorre nessas fases, com o jogador atravessando o palco correndo, pulando, voando, nadando e derrotando ou evitando inimigos. O jogador começa com um certo número de vidas e pode ganhar vidas adicionais ao pegar cogumelos verdes, escondidos em tijolos, ou coletando cem moedas, derrotando vários inimigos seguidos com uma concha de Koopa ou saltando sobre inimigos sucessivamente sem tocar no chão. Mario e Luigi perdem uma vida se sofrerem danos quando estiverem pequenos, caírem em um buraco sem fundo ou ficarem sem tempo. O jogo termina quando todas as vidas são perdidas, embora o jogador possa continuar do último reino jogado selecionando a opção "Continue".
A conclusão das fases permite ao jogador progredir no overworld e nos reinos seguintes. Cada reino apresenta uma fase final com um chefe para derrotar. Os sete primeiros reinos apresentam um dirigível controlado por um dos Koopalings, enquanto o jogador enfrenta Bowser em seu castelo no oitavo reino como o chefe final. Outros ícones no mapa incluem pedras grandes e portas trancadas que impedem a passagem do jogador. Minijogos e telas de bônus oferecem ao jogador uma chance de obter poderes especiais e vidas adicionais. Os power-ups obtidos nesses minijogos são armazenados em um menu reserva até serem ativados pelo jogador na tela do mapa.
Além de itens especiais de jogos anteriores, como o Super Mushroom e a Fire Flower, novos power-ups são introduzidos que fornecem ao jogador novas opções. O Super Leaf e o Tanooki Suit dão a Mario ou Luigi aparências de guaxinim e tanooki, respectivamente, permitindo que eles voem. O Tanooki Suit permite que ele se transforme em pedra para evitar inimigos por um curto período de tempo. Mudar para uma estátua de Tanooki enquanto pula resulta em Mario batendo no chão e matando quaisquer inimigos que estejam diretamente sob ele; esta é a primeira aparição do agora padrão "ground pound" da série Mario. O "Frog Suit", uma habilidade que deixa os protagonistas com aparência de um sapo, aumenta a velocidade subaquática, a agilidade e a altura de salto do personagem em terra. Outro novo traje, o "Hammer Suit", dá a Mario a aparência do inimigo Hammer Bro., permitindo que ele jogue martelos nos inimigos e resista a ataques de fogo ao se agachar.
Super Mario Bros. 3 inclui um modo multijogador que permite que dois jogadores joguem-o alternando entre navegar no overworld e acessar as fases. O primeiro jogador controla Mario, enquanto o outro controla Luigi, uma troca da paleta de cores de Mario. Por esse modo, os jogadores podem acessar vários minijogos, incluindo uma recriação do jogo de arcade Mario Bros., no qual um jogador tem a oportunidade de roubar as cartas de outro, mas pode perder a vez se perder o minijogo.

## Enredo e personagens
O Mushroom World, cenário do jogo, é invadido pelos Koopalings, os sete filhos de Bowser. Os Koopalings conquistam cada um dos sete reinos roubando a varinha mágica de seu rei e usando-a para transformá-lo em um animal. A Princesa Toadstool manda Mario e Luigi viajar para o reino, recuperar a varinha roubada e restaurar seu rei ao normal.
Mario e Luigi recebem notas e itens especiais da Princesa Toadstool após resgatar cada um dos primeiros seis reis. Quando resgatam o sétimo rei, eles recebem uma nota de Bowser, vangloriando-se de que ele sequestrou Toadstool e a aprisionou dentro do castelo de seu próprio reino, Dark Land. Os irmãos viajam pela Dark Land, entram em seu castelo e derrotam Bowser em uma batalha. O jogo termina com a Princesa Toadstool sendo libertada do castelo.
De acordo com Shigeru Miyamoto, Super Mario Bros. 3 foi concebido como uma peça de teatro. A tela de título apresenta uma cortina de palco sendo aberta, e na versão original, os objetos do jogo pendurados nas passarelas fora da tela são fixados ao fundo ou lançam sombras no horizonte. Quando Mario termina um nível, ele sai do palco.

## Desenvolvimento

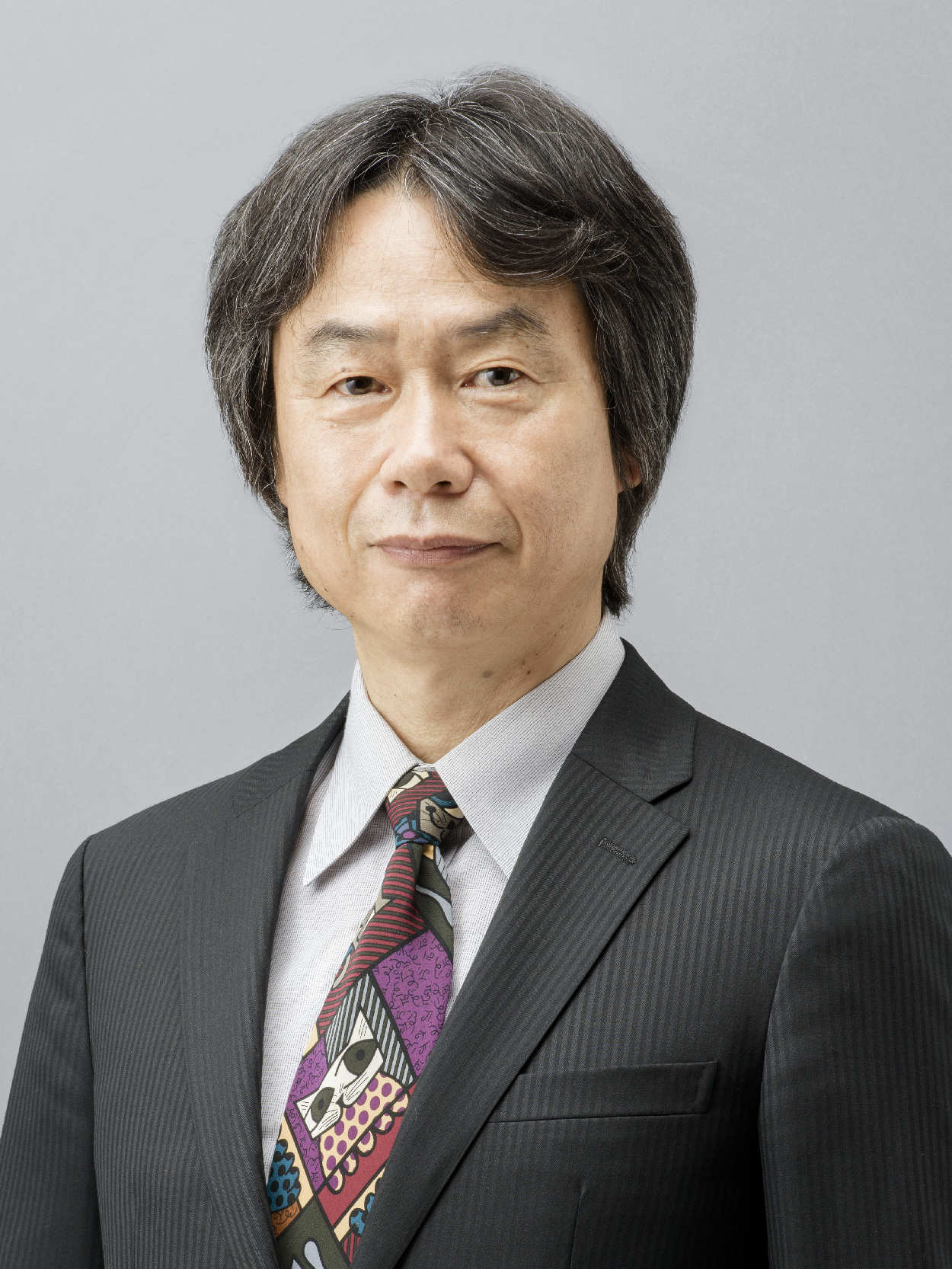
O desenvolvedor Shigeru Miyamoto atuou como diretor de Super Mario Bros. 3.

O desenvolvimento de Super Mario Bros. 3 começou logo após o lançamento da versão japonesa de Super Mario Bros. 2 (1986) para o Famicom Disk System. A produção foi realizada pela Nintendo Entertainment Analysis and Development, uma equipe composta por mais de dez pessoas. O jogo levou mais de dois anos para ser concluído, com um orçamento de cerca de 800 mil dólares. O desenvolvedor Shigeru Miyamoto atuou como diretor e trabalhou em estreita colaboração com os designers e programadores durante as etapas conceituais e finais, incentivando um livre intercâmbio de ideias. Miyamoto considerou que ideias intrigantes e originais são uma chave para criar um jogo de sucesso. Originalmente, a equipe pretendia que o jogo fosse jogado de um ponto de vista isométrico, mas os desenvolvedores descobriram que isso tornava muito difícil o posicionamento de saltos, então o jogo foi alterado para a vista lateral em 2D usada nos jogos anteriores.
O jogo foi projetado para atrair jogadores de diferentes níveis de habilidades. Para ajudar àqueles menos habilidosos, moedas de bônus e cogumelos verdes com vida extra são mais abundantes nos primeiros reinos, enquanto mundos posteriores apresentam desafios mais complexos para jogadores experientes. No modo para multijogador, os jogadores alternam turnos para equilibrar o tempo de jogo. A equipe de desenvolvimento introduziu novos poderes e conceitos que dariam a Mario a aparência de diferentes criaturas como um meio de fornecer novas habilidades a ele. Uma ideia inicial era transformar Mario em um centauro, mas foi descartada em favor de uma cauda de guaxinim com capacidade limitada de voo. Outros trajes com habilidades diferentes foram adicionados ao seu repertório e as fases foram projetadas para tirar proveito dessas habilidades. Novos inimigos foram incluídos para adicionar diversidade ao jogo, juntamente com variantes de inimigos anteriores, como Goombas, Hammer Bros. e Koopa Troopas.
Alguns dos inimigos projetados para Super Mario Bros. 3 foram inspirados nas experiências pessoais da equipe. Por exemplo, Miyamoto afirmou que o inimigo Chain Chomp, uma criatura em formato de bola amarrada a uma corrente encadeada que ataca o jogador quando está próximo, se baseia em uma má experiência que ele teve com um cachorro em sua infância. Os filhos de Bowser, os Koopalings, foram projetados para serem únicos em aparência e personalidade; Miyamoto baseou os personagens em sete de seus programadores como uma homenagem ao seus esforços. A Nintendo of America nomeou os Koopalings em homenagem a músicos conhecidos: por exemplo, os personagens "Ludwig von Koopa" e "Roy Koopa" são nomeados em homenagem a Ludwig van Beethoven e Roy Orbison, respectivamente.
A equipe de desenvolvimento criou os gráficos dos personagens usando uma máquina gráfica especial, a "Character Generator Computer Aided Design", que gerou uma coleção das formas gráficas usadas no jogo. Essas formas receberam números que o código do jogo usou para acessar e combinar para formar imagens completas na tela em tempo real. O cartucho de Super Mario Bros. 3 usa o MMC3 (Memory Management Controller) ASIC da Nintendo para aprimorar os recursos do NES. O chip MMC3 permite blocos animados, RAM extra para rolagem diagonal e um cronômetro de linha de varredura para dividir a tela. O jogo usa essas funções para dividir a tela do jogo em duas partes, um campo de jogo na parte superior e uma barra de status na parte inferior. Isso permite que a parte superior role enquanto o personagem navega na fase, enquanto a parte inferior permanece estática para exibir texto e outras informações.
Como seus antecessores, a música em Super Mario Bros. 3 foi composta por Koji Kondo, que compôs várias músicas novas e também retornou com melodias de Super Mario Bros. Segundo Kondo, que compôs a música em Super Mario Bros. com base no que ele acreditava que se encaixava nas fases, em vez de se concentrar em compor um gênero musical específico, era mais difícil para ele realizar tal feito nesse jogo. Kondo experimentou vários gêneros musicais diferentes, sem saber como acompanhar a música desde o primeiro jogo, depois de ouvir de várias pessoas que parecia muito com música latina ou de fusão e surgiu com várias melodias diferentes ao longo de seu desenvolvimento antes de decidir o que finalmente entraria no jogo. A equipe de desenvolvimento decidiu que a música na tela inicial era desnecessária.
Durante 1988, uma escassez global de chips ROM, juntamente com a preparação de Super Mario Bros. 2 pela Nintendo, impediram a empresa de realizar vários lançamentos de jogos na América do Norte, de acordo com seus cronogramas originais. Os produtos atrasados incluíam Super Mario Bros. 3 e, de acordo com a Nintendo Power, Zelda II: The Adventure of Link. O adiamento, no entanto, deu à Nintendo a oportunidade de promover o jogo em um longa-metragem. Em 1989, Tom Pollack, da Universal Studios, abordou o departamento de marketing da Nintendo of America sobre um filme baseado em jogos eletrônicos; inspirado nas competições de jogos eletrônicos da Nintendo, Pollack imaginou uma versão de Tommy com jogos eletrônicos e para um público mais jovem. A Nintendo licenciou seus produtos para inclusão no que se tornaria o filme The Wizard. Durante a produção do filme, os cineastas solicitaram e receberam a aprovação da Nintendo em relação ao roteiro e à representação dos jogos da empresa. Super Mario Bros. 3 foi um dos produtos mostrados no filme e foi usado em uma cena final envolvendo uma competição de jogos eletrônicos. O filme foi lançado em dezembro de 1989, entre os lançamentos do jogo no Japão e na América do Norte.

## Recepção
Super Mario Bros. 3 foi aclamado por jornalistas de jogos eletrônicos e é amplamente considerado um dos melhores jogos lançados para o NES. Os editores Paul Rand, Tim Boone e Frank O'Connor da Computer and Video Games pontuaram o jogo com um 98/100, elogiando-o por sua jogabilidade, fator de rejogabilidade, som e gráficos. Boone comentou que o jogo é quase impecável e comentou que foi "incrivelmente estupendo e absolutamente impossível de reprimir por qualquer coisa que não seja um alarme de incêndio e, mesmo assim, você se vê pesando as probabilidades". Rand chamou Super Mario Bros. 3 de o melhor jogo de todos os tempos, chamando-o de "a Mona Lisa dos jogos eletrônicos" e afirmando que é "surpreendentemente brilhante em todos as formas e aspectos". O'Connor afirmou que o jogo "faz Sonic the Hedgehog parecer uma manhã de domingo chuvosa e até dá ao Super Mario World do Super Famicom uma chance pelo seu dinheiro".
A publicação japonesa Famitsu deu um 35/40. Julian Rignall, da Mean Machines, se referiu a Super Mario Bros. 3 como o melhor jogo que ele já jogou, citando sua dependência, profundidade e desafio. Um segundo revisor da Mean Machines, Matt Regan, antecipou que o jogo seria um dos mais vendidos no Reino Unido e ecoou os elogios de Rignall, chamando-o de "um jogo verdadeiramente brilhante". Regan afirmou ainda que o título oferecia elementos que testavam o "cérebro e reflexos" do jogador, e que, embora os gráficos fossem simples, eles eram "incrivelmente variados". Em uma prévia do jogo, a Nintendo Power deu notas altas aos gráficos, áudio, desafio, jogabilidade e fator diversão. Os itens escondidos nas fases do jogo, como as Warp Whistles, que são flautas que fazem com que o jogador pule vários mundos, foram bem recebidos; Rignall os considerou parte da dependência do jogo, e Sheff afirmou que encontrá-los proporcionava uma sensação de satisfação.
As críticas mais negativas se concentraram em aspectos particulares do jogo. Rignall descreveu o áudio e o visual como ultrapassados em comparação aos jogos de Mega Drive e Super NES.

### Prêmios e reconhecimentos
Super Mario Bros. 3 recebeu aclamação retrospectiva dos críticos, que o consideraram como um dos melhores jogos de todos os tempos e apareceu no topo de diversas listas de melhores jogos. O jogo estreou na lista dos 30 melhores jogos da Nintendo Power em número 20, em setembro de 1989. Ele entrou no top 10 da lista alguns meses depois e alcançou o número um em maio de 1990. Super Mario Bros. 3 permaneceu no top 20 por mais de cinco anos. Mais de uma década depois, a revista classificou o jogo em número seis em sua lista dos 200 maiores jogos da Nintendo. Em agosto de 2008, a Nintendo Power listou Super Mario Bros. 3 como o segundo melhor jogo do NES, elogiando-o por tornar a série mais complexa e por introduzir novas habilidades que tornaram-se assinatura na franquia. O jogo ficou em 11º, atrás de Super Mario Bros., na lista dos "100 maiores jogos da Nintendo de todos os tempos" da Official Nintendo Magazine. A Edge considerou Super Mario Bros. 3 como o jogo de destaque da Nintendo, de 1989, e comentou que esperava que seu sucesso superasse o primeiro marco de vendas de Super Mario Bros.; o primeiro jogo vendeu mais de 40 milhões de cópias, mas foi empacotado junto com o NES. Eles elogiaram o overworld como uma alternativa elegante a um menu para selecionar fases. Em 2007, a ScrewAttack classificou Super Mario Bros. 3 como o melhor jogo da série e o melhor jogo do NES, citando os seus gráficos, power-ups, segredos e popularidade, resumindo-o como "simplesmente incrível" e afirmando: "Se você não experimentou essa grandeza, temos pena de você". Em uma pesquisa realizada pela Dengeki, o jogo empatou com Super Mario World na terceira posição em uma lista dos jogos que os leitores jogaram pela primeira vez. A GamesRadar também o chamou de o melhor jogo do NES, dizendo que enquanto Super Mario Bros. definiu seu gênero, Super Mario Bros. 3 o aperfeiçoou.
Em 1997, a Electronic Gaming Monthly classificou a edição All-Stars como o segundo melhor jogo de console de todos os tempos, atrás apenas de Tetris, dizendo que "levou a série de volta às suas raízes, mas expandiu o jogo original de todas as formas imagináveis. Nenhum outro jogo desde então, foi capaz de recuperar o espírito de aventura e encantamento encontrado em Mario 3". O jogo foi classificado em várias listas da IGN de "melhores jogos". Em 2005, eles classificaram o jogo na 23ª posição entre os 100 melhores jogos e elogiaram os controles precisos e intuitivos. Editores da IGN dos Estados Unidos, Reino Unido e Austrália classificaram Super Mario Bros. 3 na posição 39 na lista dos 100 melhores jogos de todos os tempos em 2007, citando os designers como "engenhosos". Eles comentaram ainda que o jogo melhorou os "conceitos já brilhantes" dos jogos anteriores, com novos power-ups e inimigos. Usuários e leitores do site colocaram o jogo em listas semelhantes: 32º em 2005 e 21º em 2006. Em 2009, a Game Informer colocou Super Mario Bros. 3 em 9º na sua lista dos "200 Melhores Jogos de Todos os Tempos", dizendo que é "um jogo com incrível poder duradouro que não esqueceremos tão cedo". Esta é uma posição abaixo do ranking anterior da Game Informer em 2001. A Edge classificou o jogo em vigésimo na sua lista dos "100 Melhores Jogos Para Jogar Atualmente", chamando-o de "o jogo de 8 bits que ainda brilha hoje em dia, sem ressalvas". A UGO listou Super Mario Bros. 3 em sua lista dos "50 melhores jogos disponíveis no 3DS", chamando-o de "Indiscutivelmente o melhor jogo do Mario já feito". A GameSpot colocou o jogo em sua lista dos melhores jogos de todos os tempos. A USgamer classificou-o como o terceiro melhor jogo de plataforma do Mario de todos os tempos. Super Mario Bros. 3 ficou em 34º lugar na lista "Melhores jogos eletrônicos de todos os tempos cientificamente comprovados" da Warp Zoned, uma metanálise estatística de 44 listas de "melhores jogos" publicadas entre 1995 e 2016.

### Vendas
Super Mario Bros. 3 se tornou um dos jogos mais vendidos de todos os tempos. Sua inclusão no The Wizard serviu como uma prévia que gerou um alto nível de antecipação nos Estados Unidos antes de seu lançamento. Levi Buchanan, da IGN, considerou a aparição de Super Mario Bros. 3 no filme como um elemento que roubou a cena, referindo-se ao filme como um "comercial de 90 minutos" do jogo. O título vendeu 250 000 cópias nos dois primeiros dias de lançamento, de acordo com um porta-voz da Nintendo. Em 1993, o jogo havia vendido 4 e 7 milhões de unidades desagregadas no Japão e nos Estados Unidos, respectivamente. Somente nos Estados Unidos, o jogo gerou uma receita acima de 500 milhões de dólares para a Nintendo. O autor David Sheff comentou que, em termos da indústria da música, o jogo recebeu 11 discos de platina. Super Mario Bros. 3 foi posteriormente empacotado com novos sistemas do NES. Incluindo unidades empacotadas, a versão do jogo para o NES vendeu mais de 17 milhões de cópias. A Game Informer relatou em sua edição de outubro de 2009 que a versão de Virtual Console havia vendido um milhão de cópias. Até 2011, Super Mario Bros. 3 continuou sendo o jogo doméstico não-empacotado mais lucrativo até o momento, tendo arrecadado 1,7 bilhão de dólares, ajustado pela inflação.

## Legado

Super Mario Bros. 3 é creditado por introduzir o uso de mapas overworld na franquia Mario.

Super Mario Bros. 3 introduziu vários elementos que foram utilizados para os jogos subsequentes da série Mario. Um mapa semelhante ao overworld do jogo é usado em Super Mario World e New Super Mario Bros., e a habilidade de Mario voar é uma característica em jogos como Super Mario World, Super Mario 64 e Super Mario Galaxy. O item "Super Leaf" do jogo voltou em jogos Mario mais recentes para o Nintendo 3DS, como Super Mario 3D Land, Mario Kart 7 e New Super Mario Bros. 2. O cabelo ruivo de Bowser foi popularizado pela primeira vez no jogo e desde então se tornou parte de sua aparência padrão.
Por meio de uma colaboração entre a NBC e a Nintendo of America, uma série animada de televisão, The Adventures of Super Mario Bros. 3, foi criado em 1990 pela DIC Entertainment. O programa ia ao ar semanalmente e apresentava vários personagens, inimigos e cenários do jogo; os sete Koopalings originais recebem nomes diferentes com base em suas personalidades e também recebem uma nova ordem de idade. Outros produtos da Nintendo também incluíram vários elementos do jogo. Música de Super Mario Bros. 3 aparece como uma faixa em Nintendo Sound Selection Koopa, uma coleção de músicas de jogos da Nintendo. As fases e os gráficos do jogo constituem um tema de fundo no jogo de Nintendo DS Tetris DS (2006). Os Koopalings também são chefões de mundo em Super Mario World, Mario is Missing!, Yoshi's Safari, Hotel Mario e todos os jogos da série New Super Mario Bros., exceto New Super Mario Bros. Boom Boom, outro chefão do jogo, reaparece em Super Mario 3D Land e Super Mario 3D World, ao lado de uma contraparte feminina empunhando um bumerangue chamada Pom Pom. Super Mario Bros. 3 é um dos jogos representados como temas em Super Mario Maker e Super Mario Maker 2.
No início dos anos 90, os desenvolvedores de jogos John Carmack e Tom Hall desenvolveram uma tecnologia de atualização adaptativa para executar gráficos suaves de rolagem lateral em placas EGA para computadores pessoais de clone de IBM. Eles o usaram para desenvolver um clone de Super Mario Bros. 3 e o apresentaram à Nintendo, que o rejeitou para manter a exclusividade de seus jogos nos consoles Nintendo. Carmack e Hall decidiram fundar a id Software e desenvolver Commander Keen, uma série de jogos de plataforma inspirados em Super Mario Bros. 3.
Na Game Developers Conference de 2007, o curador da Universidade Stanford Henry Lowood, junto com designers de jogos Warren Spector e Steve Meretzky, assim como o pesquisador acadêmico Matteo Bittanti e o jornalista de jogos Christopher Grant nomeou Super Mario Bros. 3 como um dos 10 jogos eletrônicos mais importantes de todos os tempos, sendo membro de um "cânone do jogo" cujos membros foram submetidos à Biblioteca do Congresso por terem "significado cultural ou histórico". A The New York Times relatou que Grant sentiu que sua inclusão foi devido à jogabilidade não linear sendo um "pilar dos jogos contemporâneos", e como permite ao jogador mover-se para trás e para a frente nos níveis.

### Remakes
O jogo foi portado para vários outros consoles da Nintendo. Foi incluído em 1993 no jogo para SNES Super Mario All-Stars, uma compilação de remakes de jogos do Super Mario do NES caracterizado pelas atualizações nos gráficos e no som, e que foi mais tarde lançado para o Wii em 2010. Uma versão de Game Boy Advance, Super Mario Advance 4: Super Mario Bros 3, foi lançada em 2003. Esta versão apresenta suporte para o Nintendo e-reader, que permite ao jogador acessar níveis adicionais armazenados nos cartões de leitor, além de som e gráficos atualizados.

Super Mario Bros. 3 foi relançado como um título para download do Virtual Console em 2007 para o Wii e em 2014 para Wii U e Nintendo 3DS. É um dos trinta jogos pré-instalados no NES Classic Edition, e é um no serviço Nintendo Switch Online.